# Barbilophozia rubescens
Barbilophozia rubescens là một loài rêu trong họ Anastrophyllaceae. Loài này được R.M. Schust. & Damsh. Kartt. & L. Söderstr. mô tả khoa học đầu tiên năm 1992.